# Bonneval (Górna Loara)
Bonneval – miejscowość i gmina we Francji, w regionie Owernia-Rodan-Alpy, w departamencie Górna Loara.
Według danych na rok 1990 gminę zamieszkiwało 109 osób, a gęstość zaludnienia wynosiła 7 osób/km² (wśród 1310 gmin Owernii Bonneval plasuje się na 735. miejscu pod względem liczby ludności, natomiast pod względem powierzchni na miejscu 614.).